# San Pedro del Espino
San Pedro del Espino è un comune (corregimiento) della Repubblica di Panama situato nel distretto di Santiago, provincia di Veraguas. Si estende su una superficie di 22,5 km² e conta una popolazione di 1.629 abitanti (censimento 2010).